# Orakei Korako

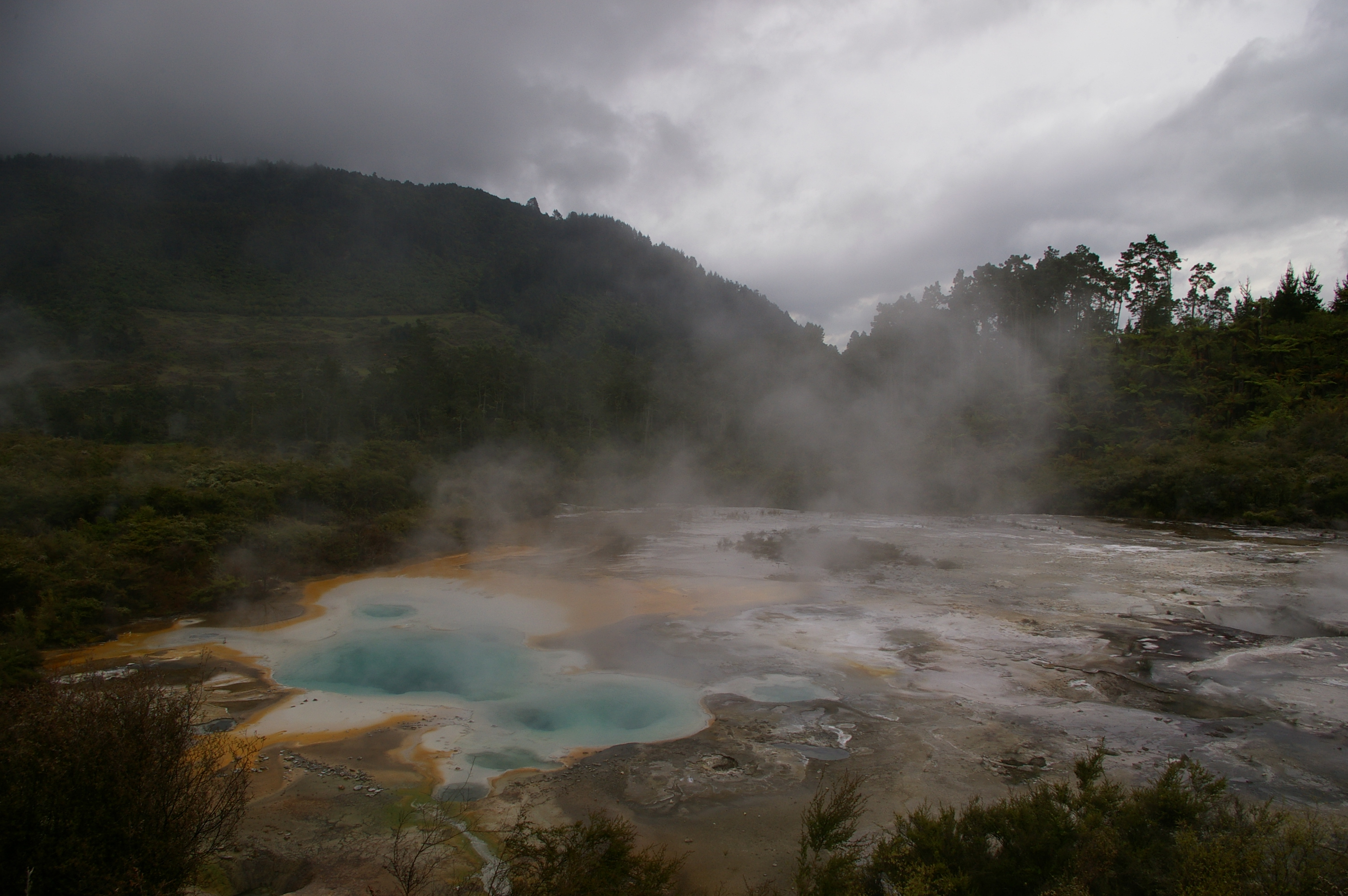
Orakei Korako Top

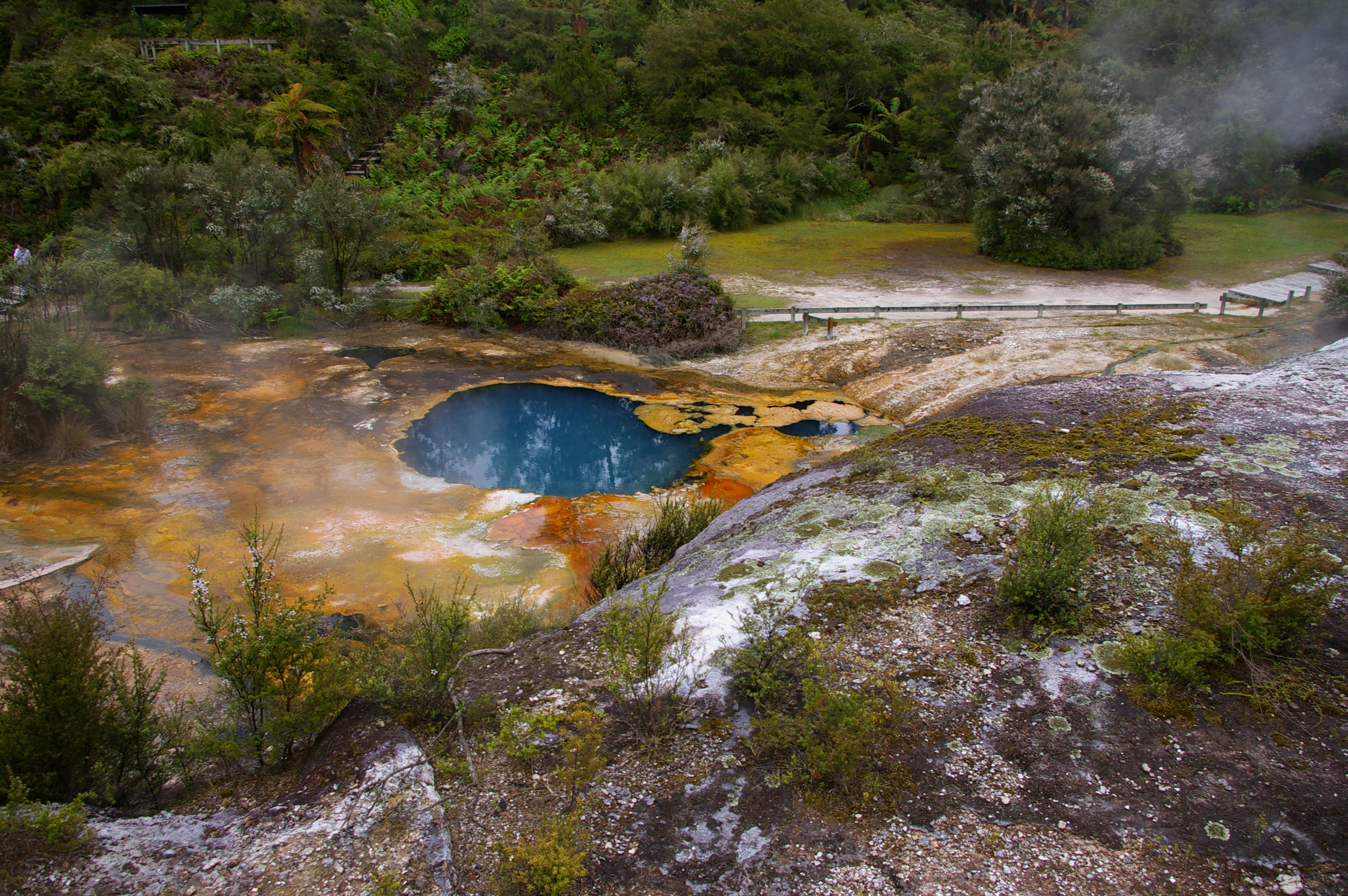
Orakei Korako

Orakei Korako ist ein Gebiet mit geothermischer Aktivität in Neuseeland. Das Gebiet befindet sich nördlich der Stadt Taupō an den Ufern des Waikato River. Orakei Korako liegt in der Taupō Volcanic Zone. Bekannt ist es auch als „Das verborgene Tal“. Zwei Drittel der Geysire im Orakei Korako wurden durch die Errichtung des Ohakuri-Staudamms 1961 überflutet.

## Literatur

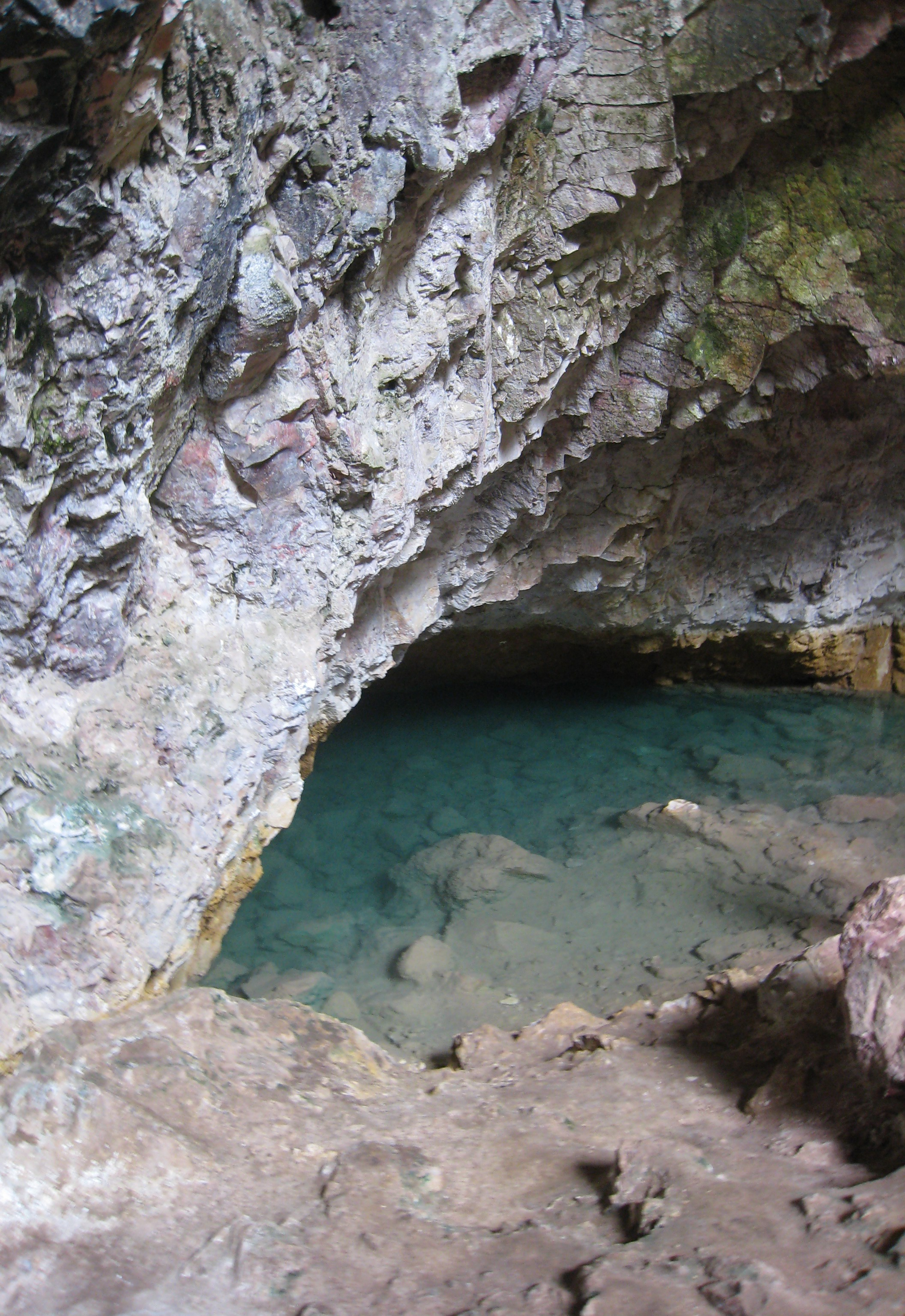
Ruatapu Cave
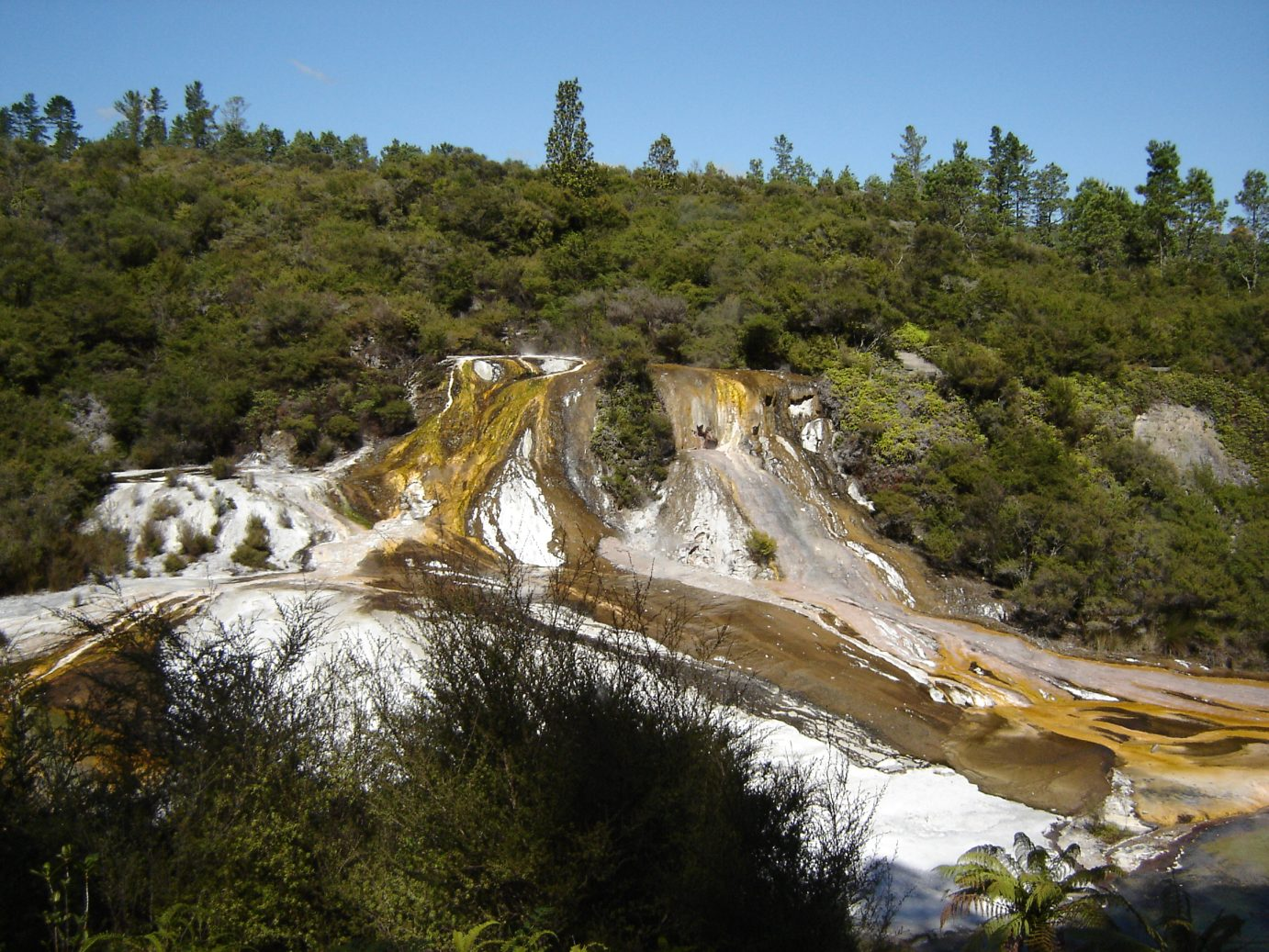
Orakei Korako
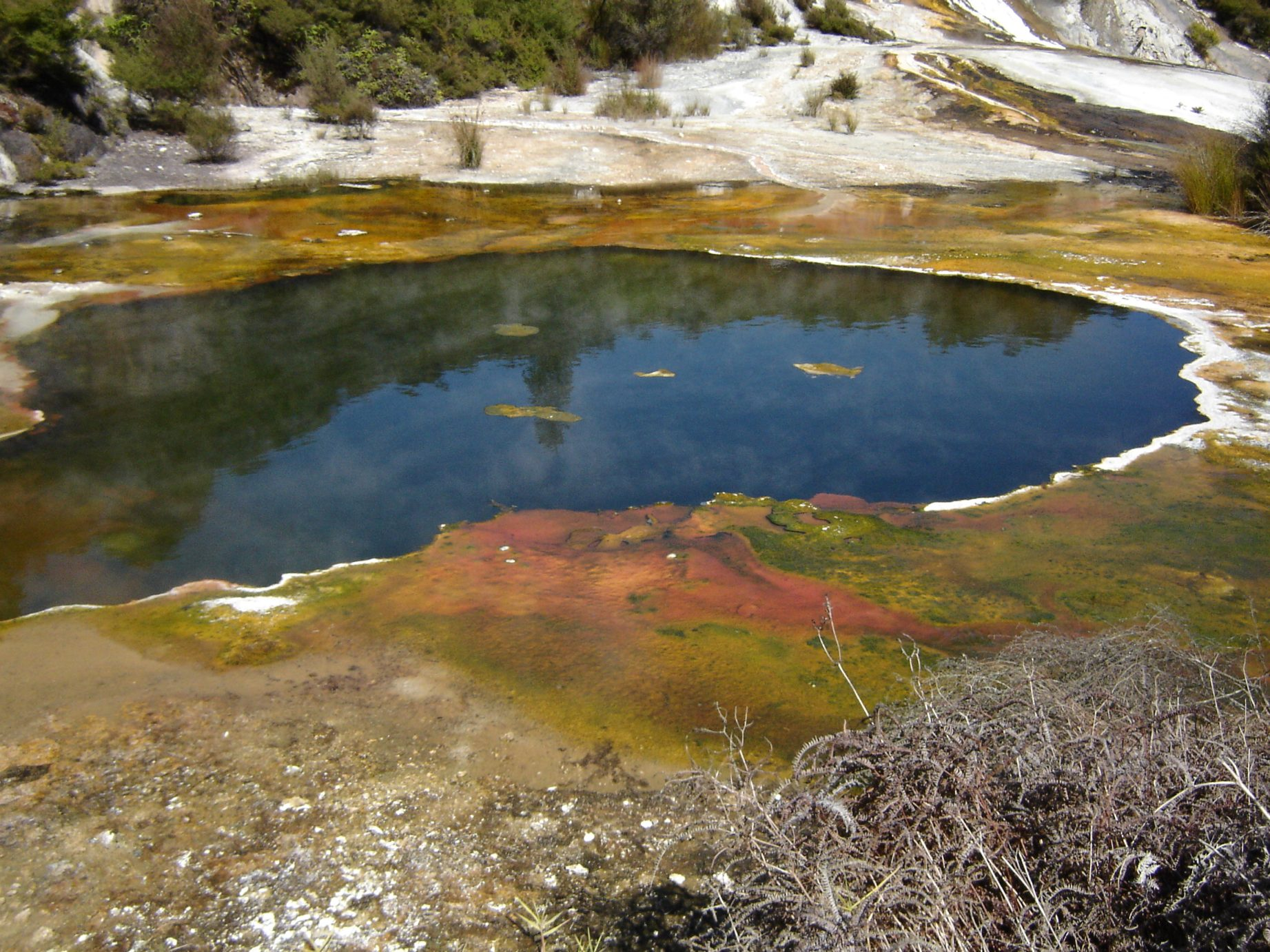
Rainbow Terrace
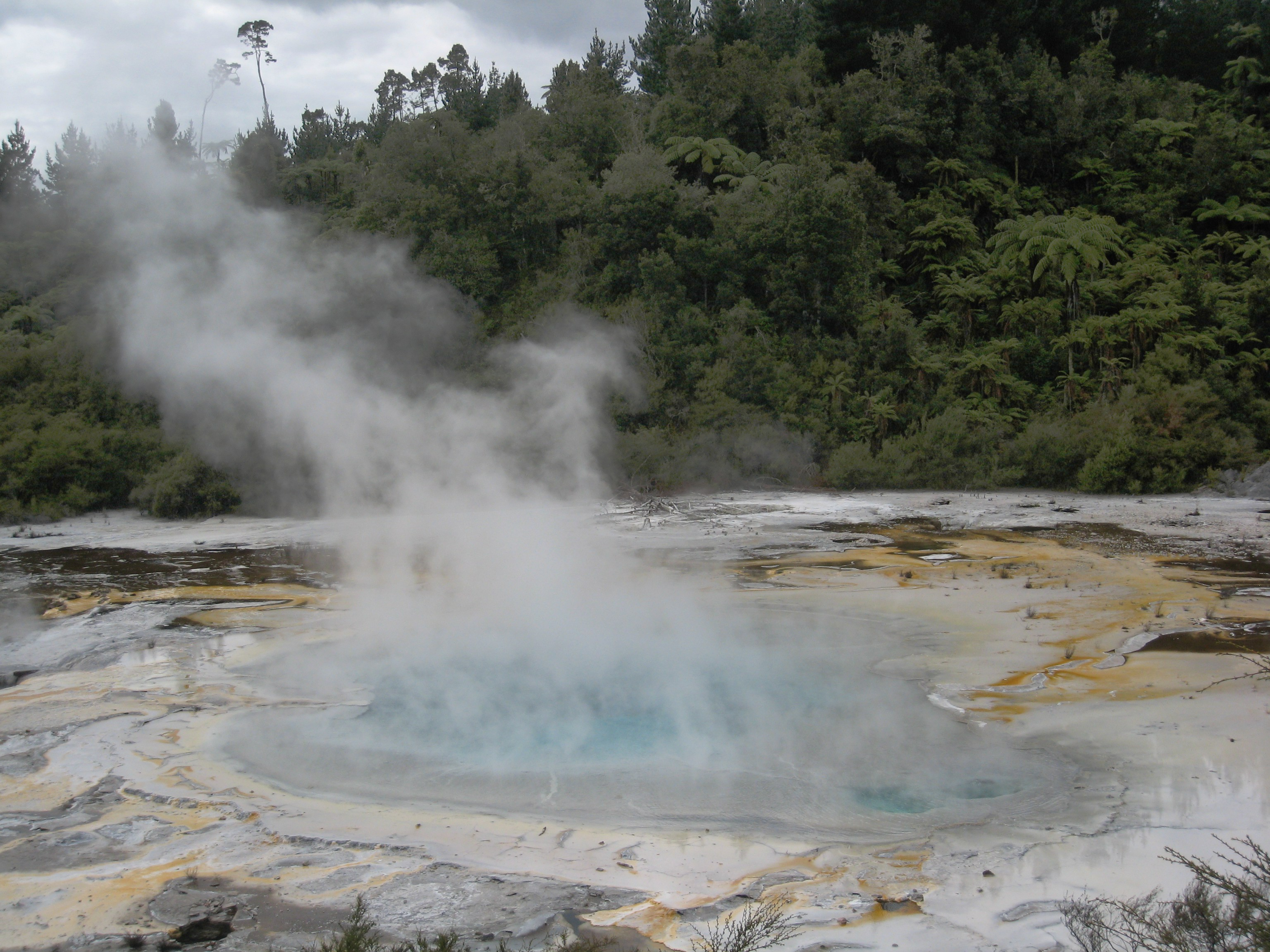
Artist’s Palette